# Lee Da-yeong
Lee Da-yeong (Koreanska: 이다영), född 15 oktober 1996 i Jeonju, är en sydkoreansk professionell damvolleybollspelare. Sedan 2020 spelar hon klubblagshandboll för Incheon Heungkuk Life Pink Spiders i sydkoranska V-League. Sedan 2014 representerar hon också Sydkoreas damlandslag i volleyboll, med vilka hon tagit guld i Asiatiska spelen. Lee Da-yeong spelar som passare med nummer 11 på tröjan. Hennes tvillingsyster Lee Jae-yeong är också professionell damvolleybollspelare i V-League och från säsongen 2020 tillhör de samma klubb.  

## Klubblagskarriär
Suwon Hyundai Engineering & Construction Hillstate (2014-2020)
- V-League

Vinnare (1): 2015–16
- KOVO Cup

Vinnare (1): 2014
 Incheon Heungkuk Life Pink Spiders (2014- )

## Landslagskarriär
Sydkoreas damlandslag i volleyboll (2014-)
- Asiatiska spelen 2014 i Incheon:  Guld